# Helen Deutsch
Pour les articles homonymes, voir Deutsch.
Helen Deutsch est une scénariste américaine née le 21 mars 1906 à New York et morte le 15 mars 1992  à New York.

## Filmographie partielle
- 1944 : La Septième Croix de Fred Zinnemann
- 1944 : Le Grand National de Clarence Brown
- 1947 : Les Anneaux d'or de Mitchell Leisen
- 1950 : Kim de Victor Saville
- 1950 : Les Mines du roi Salomon  de Compton Bennett et Andrew Marton
- 1952 : Capitaine sans loi de Clarence Brown
- 1953 : Lili de Charles Walters
- 1954 : La Flamme et la Chair de Richard Brooks
- 1955 : La Pantoufle de verre de Charles Walters
- 1955 : Une femme en enfer de Daniel Mann
- 1956 : Son ange gardien (Forever, Darling) d'Alexander Hall
- 1964 : La Reine du Colorado de Charles Walters
- 1967 : La Vallée des poupées de Mark Robson